# Ferdinand Gluud

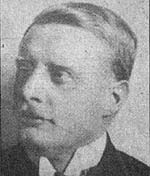
Kapitän Hans Peter Ferdinand Gluud

Hans Peter Ferdinand Gluud (* 22. Oktober 1875 in Bremen; † 17. Oktober 1913 in Berlin-Johannisthal) war ein deutscher Kapitän des Norddeutschen Lloyd (NDL) und Luftschiffkommandant von LZ 18.

## Biografie

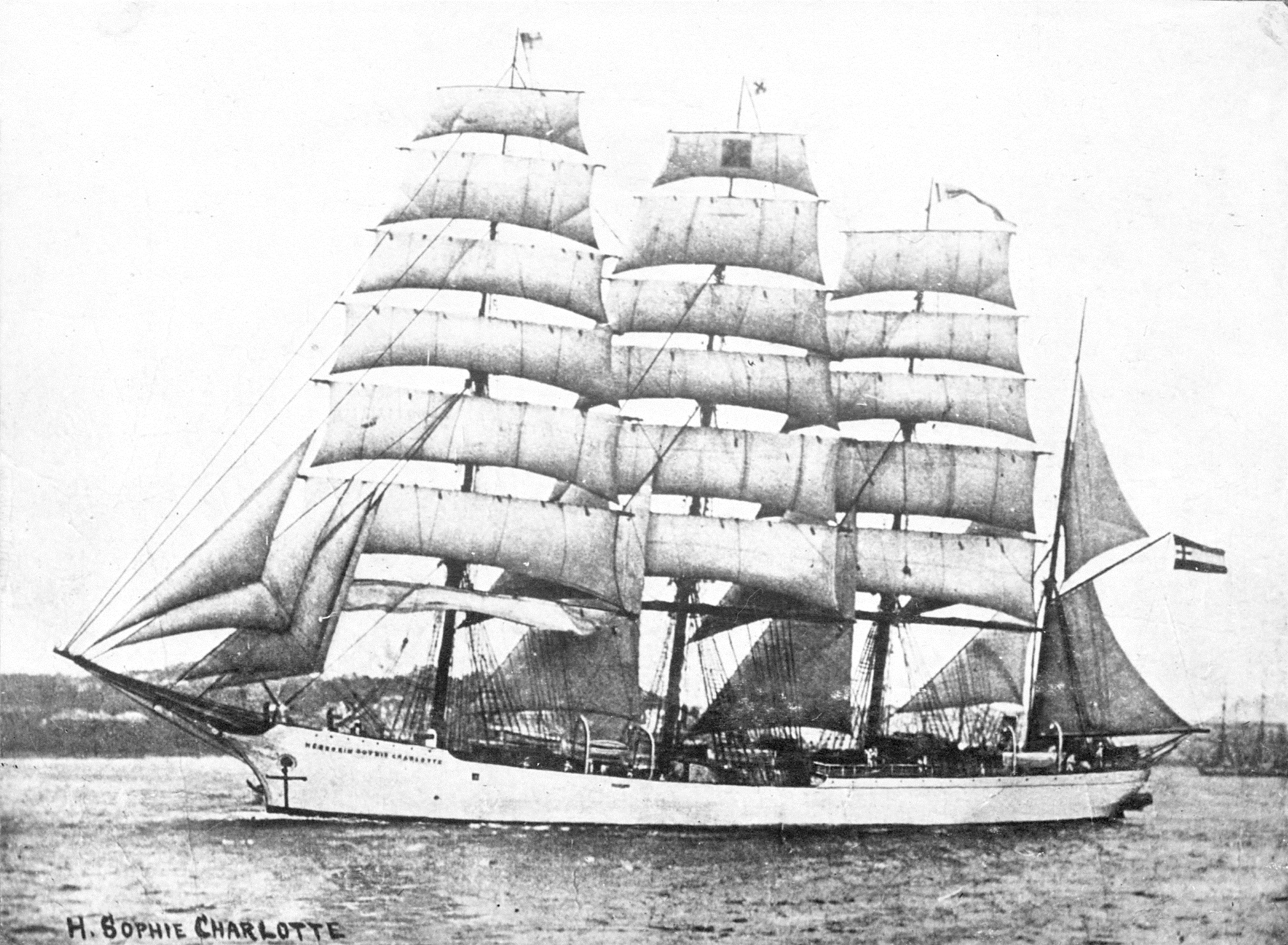
Viermastbark Herzogin Sophie Charlotte

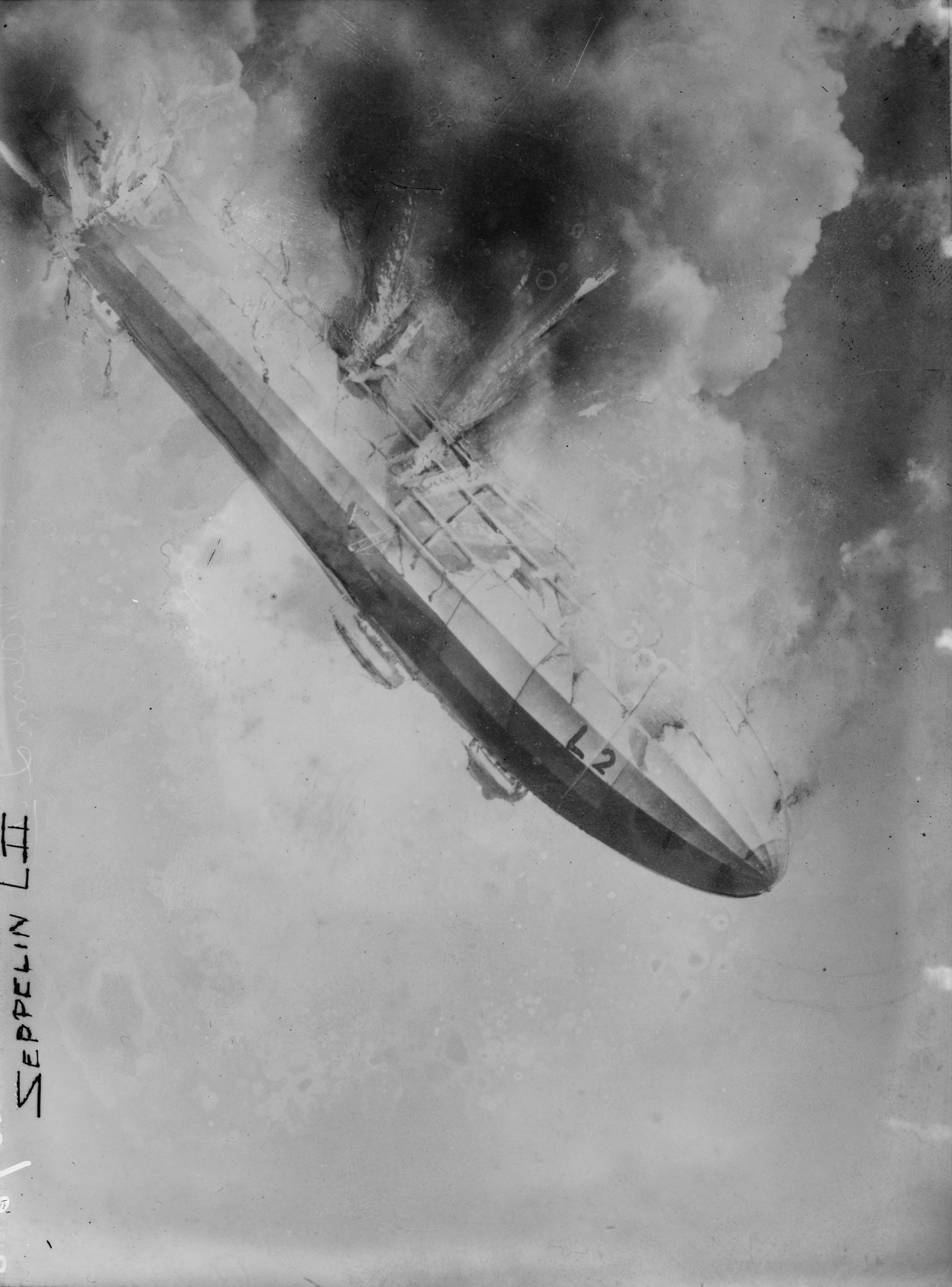
LZ 18 – Absturz 1913

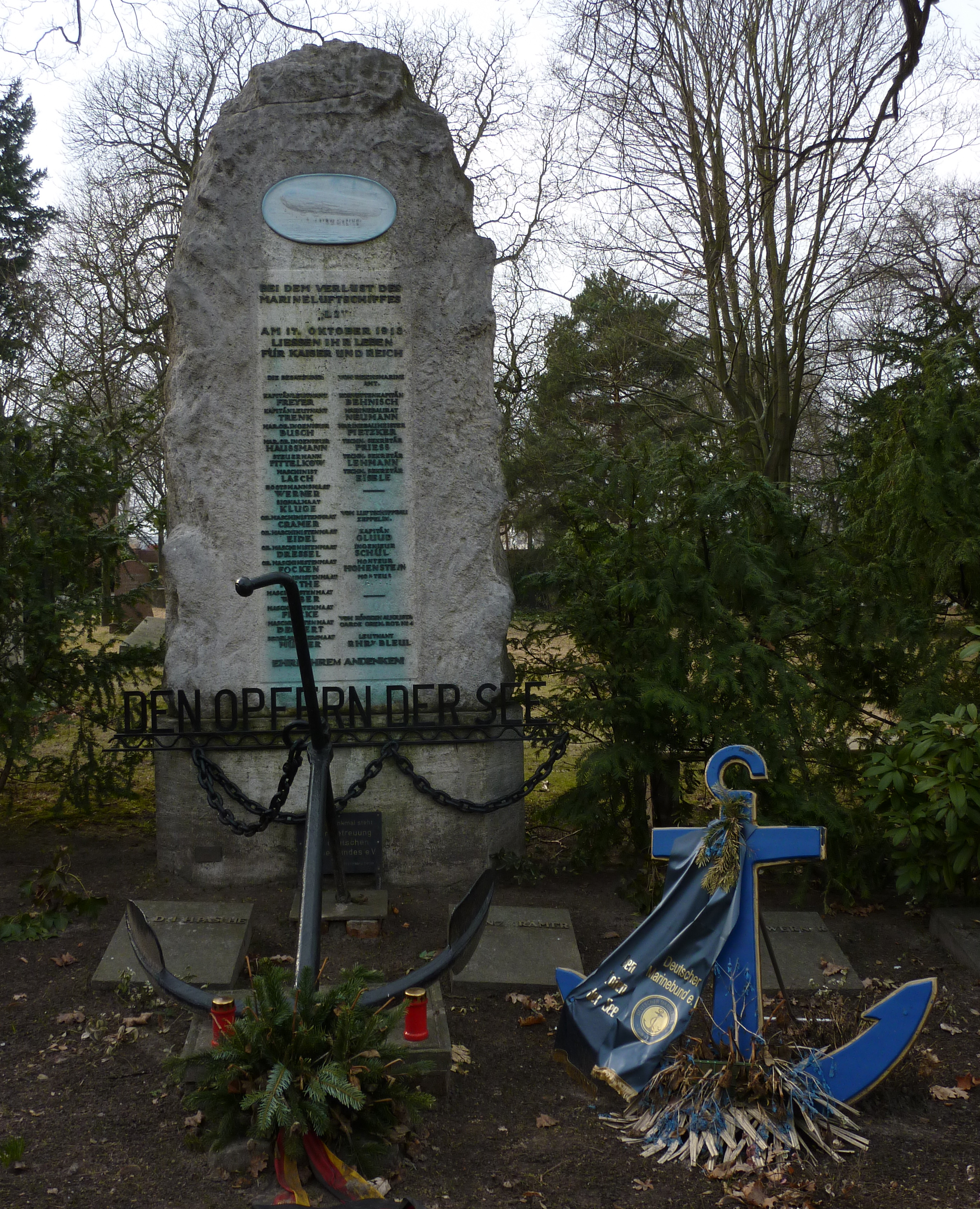
Denkmal für Kapitän Gluud und die Besatzung des Marineluftschiffs LZ 18 auf dem Friedhof Columbiadamm

Gluud war der Sohn eines gleichnamigen Bremer Tischlermeisters. Er besuchte bis 1891 die Realschule. Danach absolvierte er eine Ausbildung als Seemann und Nautiker. Ab 1899 fuhr er als 4. dann 1. Offizier und danach als Kapitän beim Norddeutschen Lloyd. Er war 1904–1905 Kapitän des ersten Segel-Schulschiffs der deutschen Handelsflotte, der Viermastbark Herzogin Sophie Charlotte. Es folgte die Position des 1. Offiziers auf dem Schulschiff Herzogin Cecilie, das ebenfalls bei Rickmers entstanden war.
Nachdem Gluud 1910 an der Zeppelin-Studienexpedition nach Spitzbergen unter dem Kommando des Kapitäns Max Dietrich (1870–1916) als Erster Offizier des Dampfschiffs Mainz teilgenommen hatte, stellte Ferdinand von Zeppelin ihn als ausgezeichneten nautischen und meteorologischen Nautiker ein. Er übertrug ihm den gesamten Fahrbetrieb seiner Luftschiffe in Friedrichshafen. Zeppelin und Gluud verband bald ein enges Vertrauensverhältnis und es erfolgte der Ausbau der Zeppelin-Luftschiffflotte. Als Verantwortlicher für die Luftschiffe konnte er auch seine Heimatstadt Bremen überfahren.
Der Zeppelin LZ 18 war ein Starrluftschiff und unter der Bezeichnung „L 2“ das zweite Marineluftschiff der Kaiserlichen Marine, welches noch vor dem Ersten Weltkrieg in Betrieb genommen werden sollte. Im Oktober 1913 wurde „L 2“ problemlos von Friedrichshafen nach Johannisthal überführt. Am Tag der Übergabe an die Marine, dem 17. Oktober 1913, explodierte das Luftschiff auf Grund einer Fehlkonstruktion in 200 Meter Höhe und brannte vollständig aus. Als Unglücksursache wird davon ausgegangen, dass sich das aus den Gaszellen diffundierende Wasserstoff-Traggas im Laufgang gesammelt hat. Da es nicht nach oben entweichen konnte, wurde es durch den Unterdruck, der aus der Fahrtbewegung resultierte, in eine der Maschinengondeln gesaugt, wo es sich entzündete. Alle Besatzungsmitglieder fanden den Tod.
Ferdinand Gluud war verheiratet mit Elisabeth, geborene Müller. Das Paar hatte die Tochter Else (1908–1948) und den Sohn Hans (1912–1940), der 1940 als Testpilot beim Absturz eines Junkersflugzeugs starb.
Ehrungen
- Eine Landspitze im Kongsfjord Spitzbergens wird nach ihm Gluudneset genannt.[2]
- Die Gluudstraße in Bremen-Hemelingen, Ortsteil Sebaldsbrück, wurde nach ihm benannt.
- Am Bremer Flughafen, rechts am Teich vor dem Eingang, befinden sich ein Gedenkstein für Ferdinand Gluud und seine beiden Kinder sowie eine Gedenktafel für die „zwei Bremer Luftfahrtpioniere“ Ferdinand und Hans Gluud.